# You Are Not Alone
You Are Not Alone este un cântec al cântărețului american Michael Jackson de pe al noulea său album, History. 